# Dionüsziosz (történetíró)
Dionüsziosz (Kr. e. 6. század) görög történetíró
Milétoszból származott, Hekataiosz ifjabb kortársa volt. „Persica” című, két könyvből álló munkájában elsőként tett kísérletet a közelmúltban történt események történelmi tárgyalására. A Szuda-lexikon összetéveszti egy sokkal később élt Dionüsziosszal.